# Bror Rudolf Hall
Bror Rudolf Hall (vanligtvis förkortat B. Rud. Hall), född 14 november 1876 i Hall på Gotland, död 26 december 1950 i Stockholm; lektor och undervisningshistorisk forskare; initiativtagare till Föreningen för svensk undervisningshistoria (1920).
Hall framlade 1911 gradualavhandlingen Johannes Rudbeckius, en pedagogisk-historisk studie; Rudbeckius kom också under åren att bli föremål för åtskilligt av Halls fortsatta forskning.
I sin hängivna arkivforskargärning insamlade Hall vidare stora mängder skol- och undervisningshistoriska handlingar, däribland skolordningar, läroverks- och folkskolestadgar samt enskilda lärares hågkomster. Mycket av detta material publicerades också i Årsböcker i svensk undervisningshistoria, för vilka Hall under åren 1920 till 1948 var redaktör.
Från 1929 var Hall föreståndare för Svenska skolmuseets skolhistoriska avdelning. Han var under åren fram till andra världskriget  drivande i frågan om inrättandet av ett svenskt centralarkiv för skolhistorisk forskning, vilket dock aldrig kom till stånd.
Han var bror till Frithiof Hall och gift med Karin Eva Lindebäck (1874–1967). Bror Rudolf Hall gravsattes i Gustav Vasa kyrkas kolumbarium vid Odenplan i Stockholm.